# Farma Running Water
Farma Running Water bila je mjesto nekoliko okupljanja pokreta Radical Faeries između 1978. i 1989.

## Povijest
Godine 1978. Mikel Wilson, nadahnut Jugoistočnom konferencijom za lezbijke i homoseksualce, započeo je godišnja duhovne vježbe u farmi Running Water, udaljenoj planinskoj farmi u blizini Bakersvillea u Sjevernoj Karolini.
Godine 1979., Ron Lambe i još trojica, John Jones, Rocco Patt i Peter Kendrick, kupili su farmu od Wilsona. Oni su osnovali profitnu korporaciju nazvanu Stepping Stone, Inc., kako bi upravljali kapitalom koji je svaka od njih ulagala. Ubrzo su bila zakazana dva puta godišnje okupljanja, Running Water je postala jedno od svetišta pokreta Radikalna vila. RFD, časopis za homoseksualce svugdje je izlazio u Running Wateru od 1980. do 1988. godine.
Posljednje službeno okupljanje vila na Running Water dogodilo se 1989. godine. Prema Randyju A. Riddleu, svetište je zatvoreno 1989. godine zbog nedostatka modernih sadržaja.

## Vanjske poveznice
- Gay Spirit Visions: How We Began
- http://www.warren-wilson.edu/~religion/newifo/religions/alternative/index/faeries/essay1.shtml
- http://reviews-and-ramblings.dreamwidth.org/1416688.html
- http://coolcatdaddy.com/cyrwyn/RFD/Remembrances.html  Arhivirana inačica izvorne stranice od 7. siječnja 2009. (Wayback Machine)